# Cetraria
Cetraria is een geslacht van korstmossen dat behoort tot de orde Lecanorales van de ascomyceten. De typesoort is het IJslands mos (Cetraria islandica).

## Soorten
Volgens Index Fungorum telt het geslacht 15 soorten (peildatum maart 2023):
| Soortnaam                            | Auteur(s)                                                     | Publicatiejaar |
| ------------------------------------ | ------------------------------------------------------------- | -------------- |
| Cetraria aculeata (Gewoon kraakloof) | (Schreb.) Fr.                                                 | 1826           |
| Cetraria australiensis               | W.A. Weber ex Kärnefelt                                       | 1977           |
| Cetraria corrugata                   | (R.F. Wang, X.L. Wei & J.C. Wei) Divakar, A. Crespo & Lumbsch | 2017           |
| Cetraria endochrysea                 | (Lynge) Divakar, A. Crespo & Lumbsch                          | 2017           |
| Cetraria flavonigrescens             | (A. Thell & Randlane) Divakar, A. Crespo & Lumbsch            | 2017           |
| Cetraria isidiigera                  | (Kurok. & M.J. Lai) Divakar, A. Crespo & Lumbsch              | 2017           |
| Cetraria islandica (IJslands mos)    | (L.) Ach.                                                     | 1803           |
| Cetraria laii                        | Divakar, A. Crespo & Lumbsch                                  | 2017           |
| Cetraria minuscula                   | (Elenkin & Savicz) McCune                                     | 2018           |
| Cetraria muricata                    | (Ach.) Roum.                                                  | 1880           |
| Cetraria odontella                   | (Ach.) Ach.                                                   | 1814           |
| Cetraria racemosa                    | (Lynge) Øvstedal                                              | 2009           |
| Cetraria sepincola                   | (Ehrh.) Ach.                                                  | 1803           |
| Cetraria sinensis                    | (X.Q. Gao) Divakar, A. Crespo & Lumbsch                       | 2017           |
| Cetraria wangii                      | Divakar, A. Crespo & Lumbsch                                  | 2017           |
| Cetraria weii                        | Divakar, A. Crespo & Lumbsch                                  | 2017           |